# 1242
Portal Geschichte | Portal Biografien | Aktuelle Ereignisse | Jahreskalender | Tagesartikel

◄ |
12. Jahrhundert |
13. Jahrhundert
| 14. Jahrhundert | ►

◄ |
1210er |
1220er |
1230er |
1240er
| 1250er | 1260er | 1270er | ►

◄◄ |
◄ |
1238 |
1239 |
1240 |
1241 |
1242
| 1243 | 1244 | 1245 | 1246 | ► | ►►
Staatsoberhäupter  · Nekrolog
| Januar | Januar | Januar | Januar | Januar | Januar | Januar | Januar |
| Kw     | Mo     | Di     | Mi     | Do     | Fr     | Sa     | So     |
| ------ | ------ | ------ | ------ | ------ | ------ | ------ | ------ |
| 1      |        |        | 1      | 2      | 3      | 4      | 5      |
| 2      | 6      | 7      | 8      | 9      | 10     | 11     | 12     |
| 3      | 13     | 14     | 15     | 16     | 17     | 18     | 19     |
| 4      | 20     | 21     | 22     | 23     | 24     | 25     | 26     |
| 5      | 27     | 28     | 29     | 30     | 31     |        |        |

| Februar | Februar | Februar | Februar | Februar | Februar | Februar | Februar |
| Kw      | Mo      | Di      | Mi      | Do      | Fr      | Sa      | So      |
| ------- | ------- | ------- | ------- | ------- | ------- | ------- | ------- |
| 5       |         |         |         |         |         | 1       | 2       |
| 6       | 3       | 4       | 5       | 6       | 7       | 8       | 9       |
| 7       | 10      | 11      | 12      | 13      | 14      | 15      | 16      |
| 8       | 17      | 18      | 19      | 20      | 21      | 22      | 23      |
| 9       | 24      | 25      | 26      | 27      | 28      |         |         |

| März | März | März | März | März | März | März | März |
| Kw   | Mo   | Di   | Mi   | Do   | Fr   | Sa   | So   |
| ---- | ---- | ---- | ---- | ---- | ---- | ---- | ---- |
| 9    |      |      |      |      |      | 1    | 2    |
| 10   | 3    | 4    | 5    | 6    | 7    | 8    | 9    |
| 11   | 10   | 11   | 12   | 13   | 14   | 15   | 16   |
| 12   | 17   | 18   | 19   | 20   | 21   | 22   | 23   |
| 1    | 24   | 25   | 26   | 27   | 28   | 29   | 30   |
| 14   | 31   |      |      |      |      |      |      |

| April | April | April | April | April | April | April | April |
| Kw    | Mo    | Di    | Mi    | Do    | Fr    | Sa    | So    |
| ----- | ----- | ----- | ----- | ----- | ----- | ----- | ----- |
| 14    |       | 1     | 2     | 3     | 4     | 5     | 6     |
| 15    | 7     | 8     | 9     | 10    | 11    | 12    | 13    |
| 16    | 14    | 15    | 16    | 17    | 18    | 19    | 20    |
| 17    | 21    | 22    | 23    | 24    | 25    | 26    | 27    |
| 18    | 28    | 29    | 30    |       |       |       |       |

| Mai | Mai | Mai | Mai | Mai | Mai | Mai | Mai |
| Kw  | Mo  | Di  | Mi  | Do  | Fr  | Sa  | So  |
| --- | --- | --- | --- | --- | --- | --- | --- |
| 18  |     |     |     | 1   | 2   | 3   | 4   |
| 19  | 5   | 6   | 7   | 8   | 9   | 10  | 11  |
| 20  | 12  | 13  | 14  | 15  | 16  | 17  | 18  |
| 21  | 19  | 20  | 21  | 22  | 23  | 24  | 25  |
| 22  | 26  | 27  | 28  | 29  | 30  | 31  |     |

| Juni | Juni | Juni | Juni | Juni | Juni | Juni | Juni |
| Kw   | Mo   | Di   | Mi   | Do   | Fr   | Sa   | So   |
| ---- | ---- | ---- | ---- | ---- | ---- | ---- | ---- |
| 22   |      |      |      |      |      |      | 1    |
| 23   | 2    | 3    | 4    | 5    | 6    | 7    | 8    |
| 24   | 9    | 10   | 11   | 12   | 13   | 14   | 15   |
| 25   | 16   | 17   | 18   | 19   | 20   | 21   | 22   |
| 26   | 23   | 24   | 25   | 26   | 27   | 28   | 29   |
| 27   | 30   |      |      |      |      |      |      |

| Juli | Juli | Juli | Juli | Juli | Juli | Juli | Juli |
| Kw   | Mo   | Di   | Mi   | Do   | Fr   | Sa   | So   |
| ---- | ---- | ---- | ---- | ---- | ---- | ---- | ---- |
| 27   |      | 1    | 2    | 3    | 4    | 5    | 6    |
| 2    | 7    | 8    | 9    | 10   | 11   | 12   | 13   |
| 29   | 14   | 15   | 16   | 17   | 18   | 19   | 20   |
| 30   | 21   | 22   | 23   | 24   | 25   | 26   | 27   |
| 31   | 28   | 29   | 30   | 31   |      |      |      |

| August | August | August | August | August | August | August | August |
| Kw     | Mo     | Di     | Mi     | Do     | Fr     | Sa     | So     |
| ------ | ------ | ------ | ------ | ------ | ------ | ------ | ------ |
| 31     |        |        |        |        | 1      | 2      | 3      |
| 32     | 4      | 5      | 6      | 7      | 8      | 9      | 10     |
| 33     | 11     | 12     | 13     | 14     | 15     | 16     | 17     |
| 34     | 18     | 19     | 20     | 21     | 22     | 23     | 24     |
| 35     | 25     | 26     | 27     | 28     | 29     | 30     | 31     |

| September | September | September | September | September | September | September | September |
| Kw        | Mo        | Di        | Mi        | Do        | Fr        | Sa        | So        |
| --------- | --------- | --------- | --------- | --------- | --------- | --------- | --------- |
| 36        | 1         | 2         | 3         | 4         | 5         | 6         | 7         |
| 37        | 8         | 9         | 10        | 11        | 12        | 13        | 14        |
| 38        | 15        | 16        | 17        | 18        | 19        | 20        | 21        |
| 39        | 22        | 23        | 24        | 25        | 26        | 27        | 28        |
| 40        | 29        | 30        |           |           |           |           |           |

| Oktober | Oktober | Oktober | Oktober | Oktober | Oktober | Oktober | Oktober |
| Kw      | Mo      | Di      | Mi      | Do      | Fr      | Sa      | So      |
| ------- | ------- | ------- | ------- | ------- | ------- | ------- | ------- |
| 40      |         |         | 1       | 2       | 3       | 4       | 5       |
| 41      | 6       | 7       | 8       | 9       | 10      | 11      | 12      |
| 42      | 13      | 14      | 15      | 16      | 17      | 18      | 19      |
| 43      | 20      | 21      | 22      | 23      | 24      | 25      | 26      |
| 44      | 27      | 28      | 29      | 30      | 31      |         |         |

| November | November | November | November | November | November | November | November |
| Kw       | Mo       | Di       | Mi       | Do       | Fr       | Sa       | So       |
| -------- | -------- | -------- | -------- | -------- | -------- | -------- | -------- |
| 44       |          |          |          |          |          | 1        | 2        |
| 45       | 3        | 4        | 5        | 6        | 7        | 8        | 9        |
| 46       | 10       | 11       | 12       | 13       | 14       | 15       | 16       |
| 47       | 17       | 18       | 19       | 20       | 21       | 22       | 23       |
| 48       | 24       | 25       | 26       | 27       | 28       | 29       | 30       |

| Dezember | Dezember | Dezember | Dezember | Dezember | Dezember | Dezember | Dezember |
| Kw       | Mo       | Di       | Mi       | Do       | Fr       | Sa       | So       |
| -------- | -------- | -------- | -------- | -------- | -------- | -------- | -------- |
| 49       | 1        | 2        | 3        | 4        | 5        | 6        | 7        |
| 50       | 8        | 9        | 10       | 11       | 12       | 13       | 14       |
| 51       | 15       | 16       | 17       | 18       | 19       | 20       | 21       |
| 52       | 22       | 23       | 24       | 25       | 26       | 27       | 28       |
| 1        | 29       | 30       | 31       |          |          |          |          |

| Januar | Januar | Januar | Januar | Januar | Januar | Januar | Januar |
| Kw     | Mo     | Di     | Mi     | Do     | Fr     | Sa     | So     |
| ------ | ------ | ------ | ------ | ------ | ------ | ------ | ------ |
| 1      |        |        | 1      | 2      | 3      | 4      | 5      |
| 2      | 6      | 7      | 8      | 9      | 10     | 11     | 12     |
| 3      | 13     | 14     | 15     | 16     | 17     | 18     | 19     |
| 4      | 20     | 21     | 22     | 23     | 24     | 25     | 26     |
| 5      | 27     | 28     | 29     | 30     | 31     |        |        |

| Februar | Februar | Februar | Februar | Februar | Februar | Februar | Februar |
| Kw      | Mo      | Di      | Mi      | Do      | Fr      | Sa      | So      |
| ------- | ------- | ------- | ------- | ------- | ------- | ------- | ------- |
| 5       |         |         |         |         |         | 1       | 2       |
| 6       | 3       | 4       | 5       | 6       | 7       | 8       | 9       |
| 7       | 10      | 11      | 12      | 13      | 14      | 15      | 16      |
| 8       | 17      | 18      | 19      | 20      | 21      | 22      | 23      |
| 9       | 24      | 25      | 26      | 27      | 28      |         |         |

| März | März | März | März | März | März | März | März |
| Kw   | Mo   | Di   | Mi   | Do   | Fr   | Sa   | So   |
| ---- | ---- | ---- | ---- | ---- | ---- | ---- | ---- |
| 9    |      |      |      |      |      | 1    | 2    |
| 10   | 3    | 4    | 5    | 6    | 7    | 8    | 9    |
| 11   | 10   | 11   | 12   | 13   | 14   | 15   | 16   |
| 12   | 17   | 18   | 19   | 20   | 21   | 22   | 23   |
| 1    | 24   | 25   | 26   | 27   | 28   | 29   | 30   |
| 14   | 31   |      |      |      |      |      |      |

| April | April | April | April | April | April | April | April |
| Kw    | Mo    | Di    | Mi    | Do    | Fr    | Sa    | So    |
| ----- | ----- | ----- | ----- | ----- | ----- | ----- | ----- |
| 14    |       | 1     | 2     | 3     | 4     | 5     | 6     |
| 15    | 7     | 8     | 9     | 10    | 11    | 12    | 13    |
| 16    | 14    | 15    | 16    | 17    | 18    | 19    | 20    |
| 17    | 21    | 22    | 23    | 24    | 25    | 26    | 27    |
| 18    | 28    | 29    | 30    |       |       |       |       |

| Mai | Mai | Mai | Mai | Mai | Mai | Mai | Mai |
| Kw  | Mo  | Di  | Mi  | Do  | Fr  | Sa  | So  |
| --- | --- | --- | --- | --- | --- | --- | --- |
| 18  |     |     |     | 1   | 2   | 3   | 4   |
| 19  | 5   | 6   | 7   | 8   | 9   | 10  | 11  |
| 20  | 12  | 13  | 14  | 15  | 16  | 17  | 18  |
| 21  | 19  | 20  | 21  | 22  | 23  | 24  | 25  |
| 22  | 26  | 27  | 28  | 29  | 30  | 31  |     |

| Juni | Juni | Juni | Juni | Juni | Juni | Juni | Juni |
| Kw   | Mo   | Di   | Mi   | Do   | Fr   | Sa   | So   |
| ---- | ---- | ---- | ---- | ---- | ---- | ---- | ---- |
| 22   |      |      |      |      |      |      | 1    |
| 23   | 2    | 3    | 4    | 5    | 6    | 7    | 8    |
| 24   | 9    | 10   | 11   | 12   | 13   | 14   | 15   |
| 25   | 16   | 17   | 18   | 19   | 20   | 21   | 22   |
| 26   | 23   | 24   | 25   | 26   | 27   | 28   | 29   |
| 27   | 30   |      |      |      |      |      |      |

| Juli | Juli | Juli | Juli | Juli | Juli | Juli | Juli |
| Kw   | Mo   | Di   | Mi   | Do   | Fr   | Sa   | So   |
| ---- | ---- | ---- | ---- | ---- | ---- | ---- | ---- |
| 27   |      | 1    | 2    | 3    | 4    | 5    | 6    |
| 2    | 7    | 8    | 9    | 10   | 11   | 12   | 13   |
| 29   | 14   | 15   | 16   | 17   | 18   | 19   | 20   |
| 30   | 21   | 22   | 23   | 24   | 25   | 26   | 27   |
| 31   | 28   | 29   | 30   | 31   |      |      |      |

| August | August | August | August | August | August | August | August |
| Kw     | Mo     | Di     | Mi     | Do     | Fr     | Sa     | So     |
| ------ | ------ | ------ | ------ | ------ | ------ | ------ | ------ |
| 31     |        |        |        |        | 1      | 2      | 3      |
| 32     | 4      | 5      | 6      | 7      | 8      | 9      | 10     |
| 33     | 11     | 12     | 13     | 14     | 15     | 16     | 17     |
| 34     | 18     | 19     | 20     | 21     | 22     | 23     | 24     |
| 35     | 25     | 26     | 27     | 28     | 29     | 30     | 31     |

| September | September | September | September | September | September | September | September |
| Kw        | Mo        | Di        | Mi        | Do        | Fr        | Sa        | So        |
| --------- | --------- | --------- | --------- | --------- | --------- | --------- | --------- |
| 36        | 1         | 2         | 3         | 4         | 5         | 6         | 7         |
| 37        | 8         | 9         | 10        | 11        | 12        | 13        | 14        |
| 38        | 15        | 16        | 17        | 18        | 19        | 20        | 21        |
| 39        | 22        | 23        | 24        | 25        | 26        | 27        | 28        |
| 40        | 29        | 30        |           |           |           |           |           |

| Oktober | Oktober | Oktober | Oktober | Oktober | Oktober | Oktober | Oktober |
| Kw      | Mo      | Di      | Mi      | Do      | Fr      | Sa      | So      |
| ------- | ------- | ------- | ------- | ------- | ------- | ------- | ------- |
| 40      |         |         | 1       | 2       | 3       | 4       | 5       |
| 41      | 6       | 7       | 8       | 9       | 10      | 11      | 12      |
| 42      | 13      | 14      | 15      | 16      | 17      | 18      | 19      |
| 43      | 20      | 21      | 22      | 23      | 24      | 25      | 26      |
| 44      | 27      | 28      | 29      | 30      | 31      |         |         |

| November | November | November | November | November | November | November | November |
| Kw       | Mo       | Di       | Mi       | Do       | Fr       | Sa       | So       |
| -------- | -------- | -------- | -------- | -------- | -------- | -------- | -------- |
| 44       |          |          |          |          |          | 1        | 2        |
| 45       | 3        | 4        | 5        | 6        | 7        | 8        | 9        |
| 46       | 10       | 11       | 12       | 13       | 14       | 15       | 16       |
| 47       | 17       | 18       | 19       | 20       | 21       | 22       | 23       |
| 48       | 24       | 25       | 26       | 27       | 28       | 29       | 30       |

| Dezember | Dezember | Dezember | Dezember | Dezember | Dezember | Dezember | Dezember |
| Kw       | Mo       | Di       | Mi       | Do       | Fr       | Sa       | So       |
| -------- | -------- | -------- | -------- | -------- | -------- | -------- | -------- |
| 49       | 1        | 2        | 3        | 4        | 5        | 6        | 7        |
| 50       | 8        | 9        | 10       | 11       | 12       | 13       | 14       |
| 51       | 15       | 16       | 17       | 18       | 19       | 20       | 21       |
| 52       | 22       | 23       | 24       | 25       | 26       | 27       | 28       |
| 1        | 29       | 30       | 31       |          |          |          |          |

## Ereignisse

### Politik und Weltgeschehen

#### Osteuropa

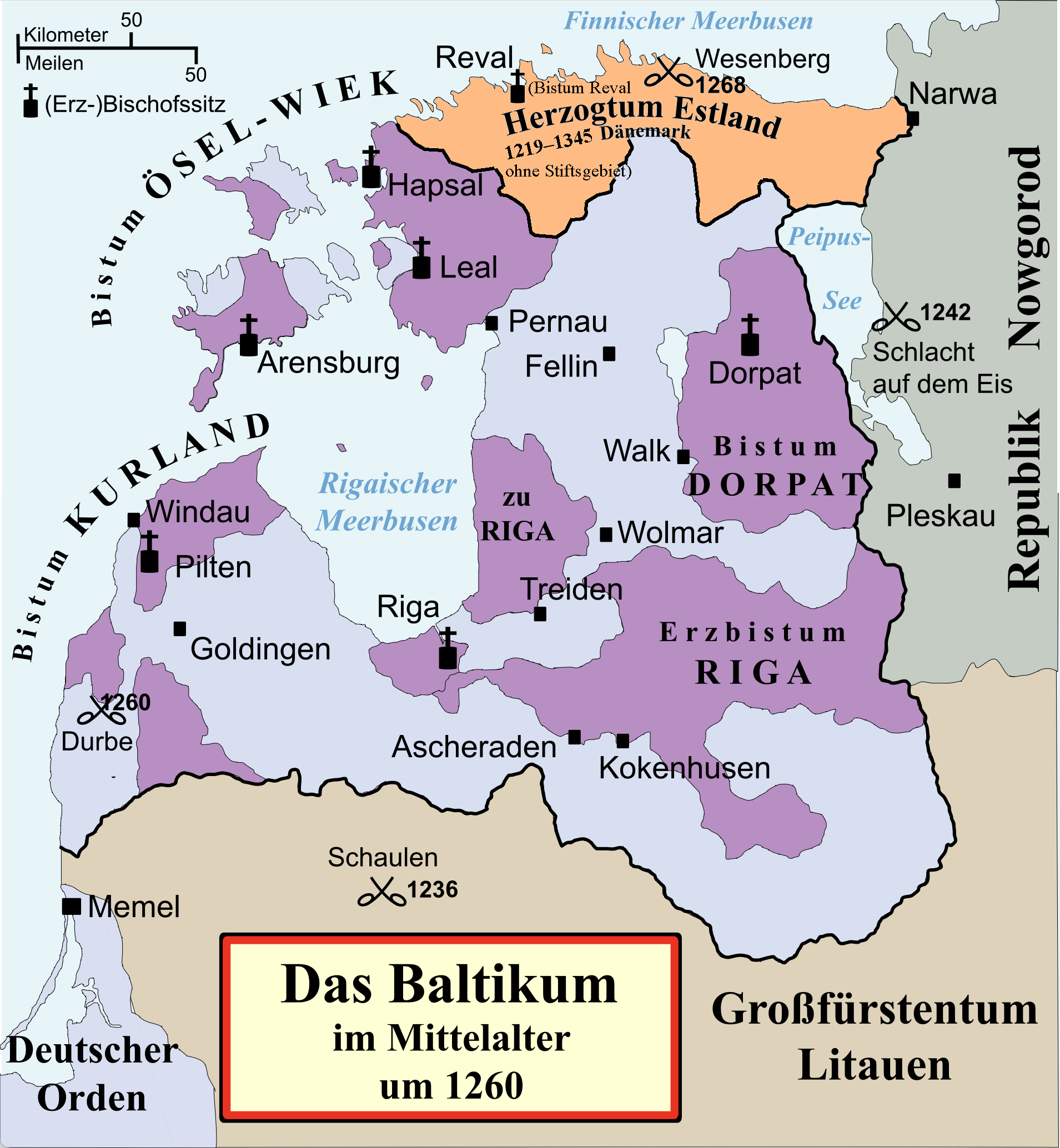
Übersichtskarte mit dem Ort der Schlacht auf dem Eis des Peipussees

- 5. April: Alexander Newski besiegt auf dem zugefrorenen Peipussee den Livländischen Orden, einen Zusammenschluss des Deutschen Ordens und des Schwertbrüderordens. Mit der Schlacht auf dem Peipussee verhindert der russische Fürst ein Vordringen des Ordens nach Nowgorod sowie die Katholisierung Russlands.
- Armenien wird von den Mongolen eingenommen.
- Beginn des ersten Prußenaufstands mit Unterstützung von Herzog Swantopolk II. von Pommerellen gegen den Deutschen Orden (bis 1249)

#### Ungarn/Balkan
- Der König von Kroatien und Ungarn, Béla IV., verleiht den Einwohnern von Gradec die Bulla Aurea.
- Das Zweite Bulgarische Reich hat nach dem Tod des Zaren Iwan Assen II. dem Mongolensturm unter Batu Khan nichts entgegenzusetzen. Der minderjährige Zar Kaliman I. Assen verpflichtet sich nach mehreren Niederlagen schließlich zu jährlichen Tributzahlungen an die Goldene Horde.

#### Heiliges Römisches Reich
- 28. März: Theoderich II. von Wied stirbt. Arnold II. von Isenburg wird zu seinem Nachfolger als Erzbischof und Kurfürst von Trier gewählt. Der unterlegene Kandidat Rudolf von der Brücke erhält aber von König Konrad IV. die Regalien, was zu einem Bürgerkrieg führt.
- Friedrich II. ernennt Heinrich Raspe und Wenzel I. von Böhmen zu Reichsgubernatoren für seinen Sohn Konrad IV.
- 1242/1243: Heinrich Raspe ernennt Heinrich, den Sohn seiner Stiefschwester Jutta, zum Nachfolger (nach seinem Tod) als Landgraf von Thüringen (siehe Wettiner).

#### Frankreich/England
- 20. Mai: Graf Raimund VII. von Toulouse unternimmt mit Unterstützung des englischen Königs Heinrich III. einen neuerlichen Aufstand gegen die französische Krone. Wenig später zieht er im Triumph in Narbonne ein.
- 28./29. Mai: Faydits von der Burg Montségur unter der Führung von Pierre Roger II. de Mirepoix ermorden in Avignonet die dort zur Nachtruhe residierenden Inquisitoren von Toulouse, Étienne de Saint-Thibery und Guillaume Arnaud.
- 6. Juni: Raimund von Toulouse wird als Beschützer der Ketzer exkommuniziert.
- 21./23. Juli: Ludwig IX. von Frankreich besiegt Heinrich III. von England in der Schlacht bei Taillebourg. Heinrich III. zieht sich nach Bordeaux zurück.
- 28. August: Raimund VII. von Toulouse und Heinrich III. von England schließen in Bordeaux einen Bündnisvertrag gegen Ludwig IX., der einen Separatfrieden untersagt. Kurz danach schließt Raimund das französische Heer in Penne-d’Agenais ein. Als jedoch ein zweites königliches Heer unter Humbert de Beaujeu in das Languedoc vorrückt, fallen Raimunds Verbündete wie Roger IV. von Foix von ihm ab und Heinrich III. segelt nach England zurück.
- 30. November: Raimund VII. von Toulouse unterwirft sich dem französischen König.

#### Nordafrika
- Ali Abu l-Hasan as-Said folgt seinem Bruder Abd al-Wahid II. ar-Raschid als Kalif des stark geschwächten Almohadenreichs. In der Folgezeit wird der Kampf um die Erhaltung des Reiches vor allem in Marokko geführt. Ali Abu gelingt es vorerst, ein Bündnis mit den Meriniden gegen die aufstrebenden Abdalwadiden zu schließen.
- Die Abdalwadiden unter Abu Yahya werden von den Hafsiden aus Tlemcen vertrieben und müssen deren Oberherrschaft über Ostalgerien anerkennen.

#### Asien

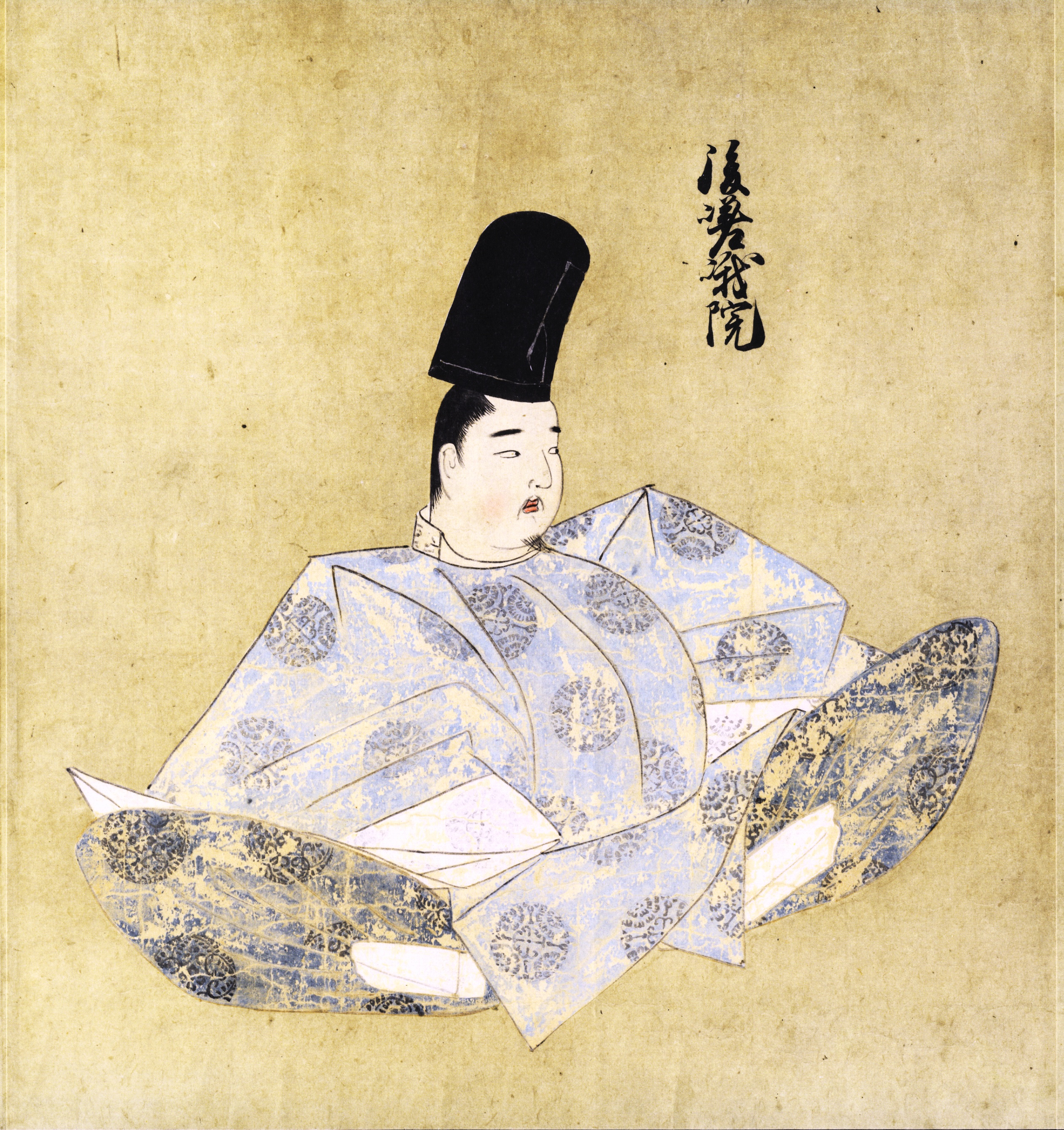
Kaiser Go-Saga

- 10. Februar: Der knapp elfjährige Shijō stirbt an einer Krankheit. Um seine Nachfolge als Tennō von Japan bricht ein Streit aus, weshalb der Thron elf Tage lang verwaist bleibt. Go-Saga besteigt schließlich am 21. Februar auf Empfehlung des Kamakura-Shōgunats den Thron.

#### Stadtgründungen und urkundliche Ersterwähnungen
- 25. April: Graf Dietrich IV./VI. verleiht der nahe der Schwanenburg neu gegründeten Siedlung Kleve die Stadtrechte.
- Erste urkundliche Erwähnung von Bühl (heute Stadtteil von Offenburg), Elgersweier, Galmiz, Griesheim, Groß Vahlberg, Hausen am Albis, Hohenstadt, Leissigen, Moosseedorf, Samobor, Schmitten, Hüsingen, Rammersweier, Tangstedt und Vahlberg
- Grenoble, Kiel, Linz am Rhein und Eversberg erhalten das Stadtrecht; Lienz (Osttirol) wird erstmals als Stadt erwähnt.
- Gründung der Stadt Loitz durch Ritter Detlev von Gadebusch

### Wissenschaft und Technik
- Roger Bacon beschreibt die Herstellung von Schießpulver.

### Religion
- 8. Mai: Anna von Böhmen gründet das Kloster Grüssau.
- Johann von Diepholz folgt seinem am 12. Mai verstorbenen Bruder Wilhelm I. von Diepholz als Bischof von Minden nach.
- Das Kloster Gourdon und das Kloster Seligenporten werden gegründet.
- Elger von Hohnstein, Gründer der Dominikanerkonvente in Erfurt (1229) und Eisenach (1236), wird im Eisenacher Konvent bestattet.

## Geboren

### Geburtsdatum gesichert
- 2. März: Isabella von Frankreich, Königin von Navarra und Gräfin von Champagne († 1271)
- 25. Juni: Beatrix von England, Tochter von Heinrich III. von England († 1275)
- 15. Dezember: Munetaka, japanischer Shōgun († 1274)

### Genaues Geburtsdatum unbekannt
- Beatrix von Kastilien, Königin von Portugal († 1303)
- Christina von Stommeln, deutsche Begine und Mystikerin († 1312)
- Dietrich, Markgraf von Landsberg († 1285)
- Margareta von Ungarn, ungarische Prinzessin, Dominikanerin und Heilige der katholischen Kirche († 1270)
- Georgios Pachymeres, byzantinischer Gelehrter, Dichter und Schriftsteller († 1310)

### Geboren um 1242
- Erich I., Herzog von Schleswig († 1272)

## Gestorben

### Todesdatum gesichert
- 15. Januar: Albert IV., Graf von Bogen und Windberg; Vogt von Oberaltaich und Windberg (* um 1191)
- 10. Februar: Shijō, Kaiser von Japan (* 1231)
- 12. Februar: Heinrich (VII.), Herzog von Schwaben, römisch-deutscher König und König von Sizilien (* 1211)
- 28. März: Theoderich II. von Wied, Erzbischof und Kurfürst von Trier (* um 1170)
- 4. April: Engelhard, Bischof von Naumburg
- 12. Mai: Wilhelm I. von Diepholz, Bischof von Minden
- vor dem 24. Mai: Roger Bertram, englischer Baron und Richter (* 1187)
- 28. Mai: Guillaume Arnaud, Inquisitor von Toulouse
- 26. Juni: Thomas de Beaumont, 6. Earl of Warwick, englischer Magnat (* nach 1205)

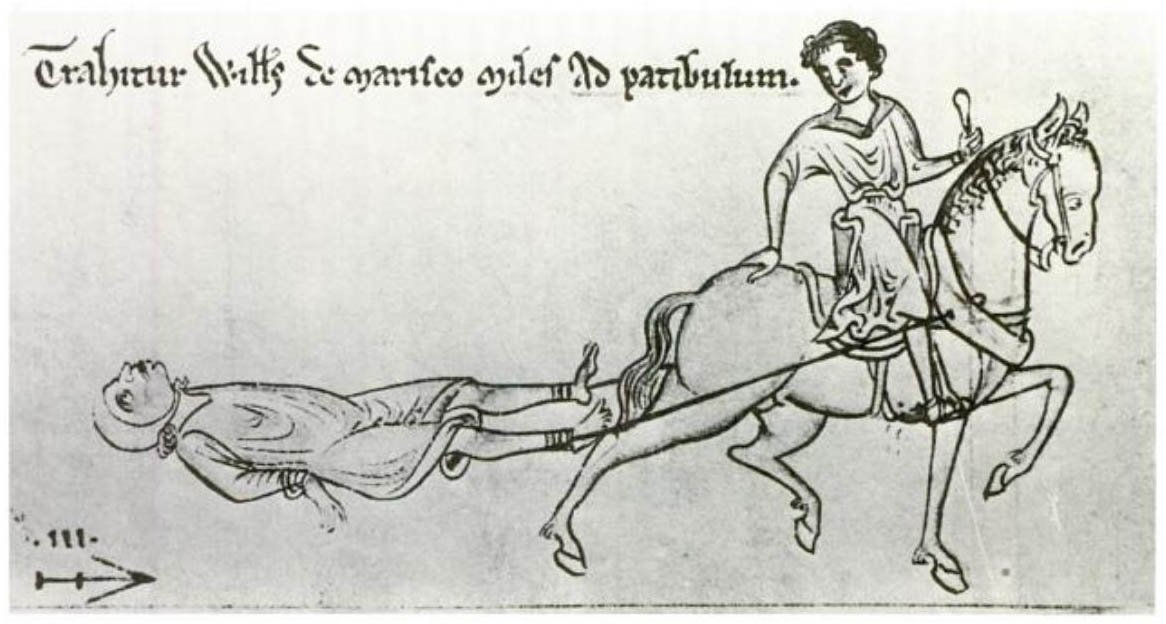
William de Marisco wird zu Tode geschleift; Darstellung aus der Chronica Majora des Matthäus Paris

- 25. Juli: William de Marisco, anglo-normannischer Adliger und Gesetzloser
- 7. Oktober: Juntoku, Kaiser von Japan (* 1197)
- 14. Oktober: Elger IV. zu Hohenstein, erster Prior des Eisenacher Dominikanerklosters sowie Ratgeber und Vertrauter Heinrich Raspes (* um 1180)
- 11. November: Heinrich I. von Heisterbach, Abt des Klosters Heisterbach (* um 1177)
- 19. November: Jocelin of Wells, Bischof von Bath und Wells
- 5. Dezember: Al-Mustansir, Kalif der Abbasiden (* 1192)

### Genaues Todesdatum unbekannt
- Oktober: John Marshal, englischer Adliger (* nach 1200)
- Archambault VIII., Herr von Bourbon-l'Archambault (* 1189)
- Berthold von Urach, Abt von Tennenbach und Abt von Lützel
- Ceslaus von Breslau, schlesischer Jurist und Missionar (* um 1184)
- Hugh de Lacy, 1. Earl of Ulster, normannischer Adeliger (* 1176)
- Hugo II., Graf von Vaudémont (* um 1167)
- Mieszko, Herzog von Schlesien und Herzog von Lebus (* um 1225)
- Nuno Sanchez von Roussillon, Graf von Cerdanya und Roussillon (* um 1185)
- Tschagatai Khan, Sohn Dschingis Khans und Gründer des Tschagatai-Khanats (* um 1186)
- Walram II., Herr von Monschau

### Gestorben um 1242
- 8. Juli 1241 oder 1242: Jacques de Bazoches, Bischof von Soissons

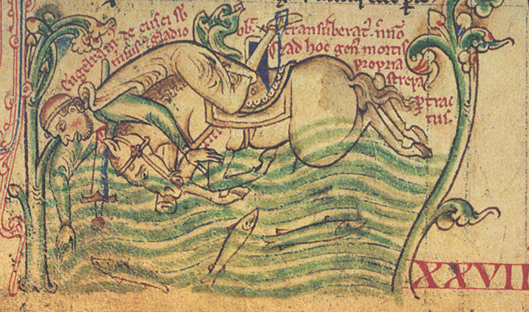
Tod des Enguerrand III. von Coucy

- Enguerrand III., Herr von Coucy und Graf von Roucy (* 1182)